# Famille Scroffa
 (juillet 2024).
La famille Scroffa est une famille patricienne de Venise, mais qui vante son origine des romains.

## Historique
Elle prétend que sous l'Empire de Nerva un descendant de cette famille, qui s'appelait jadis Tremellia, fit un acte de bravoure qui lui fit charger de nom.
La famille fut noble à Vicence, tandis que plusieurs des siens portèrent des Croix de Malte. Elle donna des Officiers à la République, récompensés de marques d'honneur et d'exemptions. Elle entra dans le corps de la noblesse de Venise le 3 août 1698 par le paiement de la taxe de 100 000 ducats.

## Armes

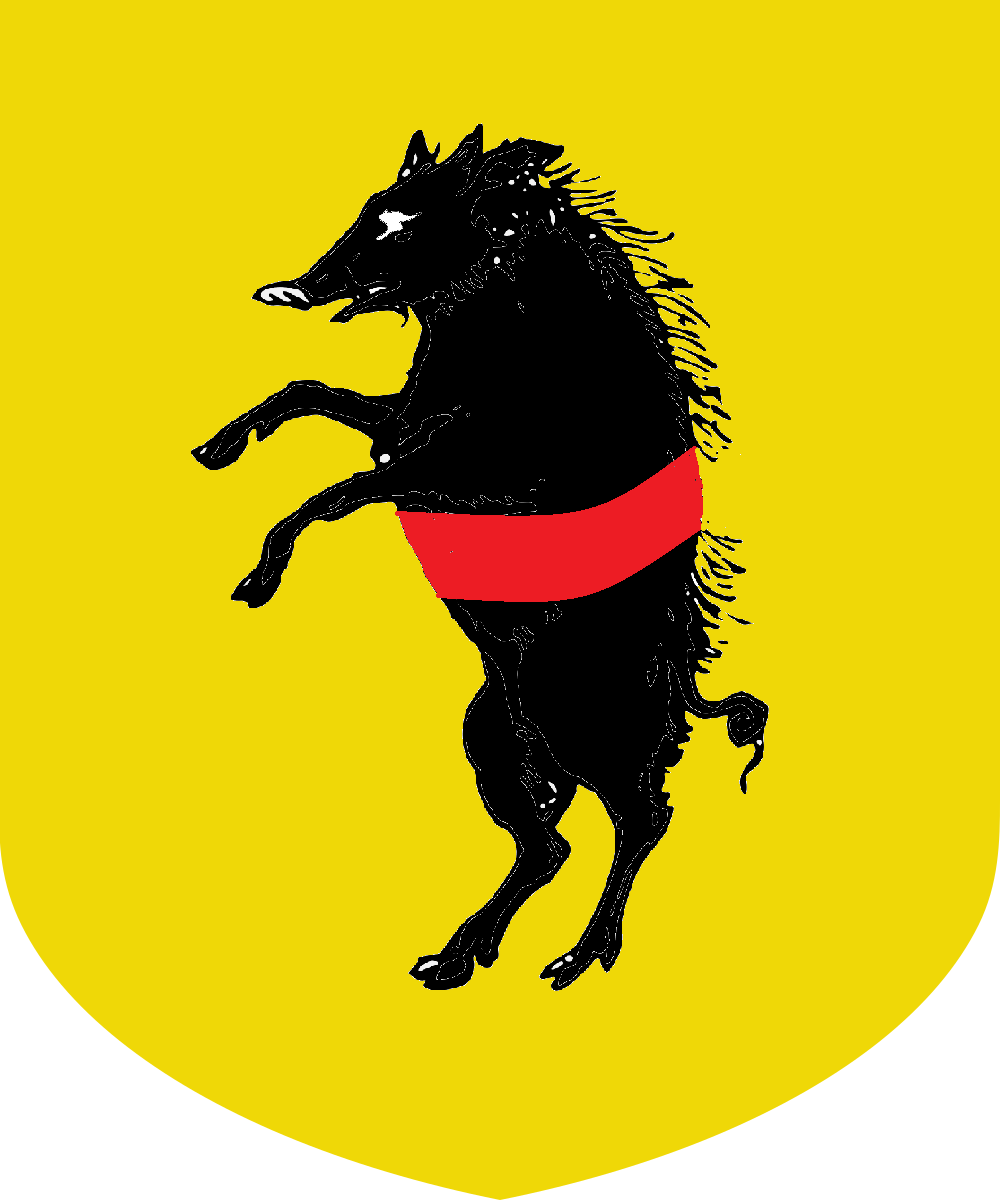
armes des Scroffa.

Les armes des Scroffa se blasonnent ainsi d'or, à un sanglier rampant de sable, sanglé de gueules.